# Éjfélkor Párizsban
Az Éjfélkor Párizsban (eredeti cím: Midnight in Paris)  2011-ben bemutatott romantikus filmvígjáték. Rendező és forgatókönyvíró Woody Allen, a filmet első ízben a 2011-es cannes-i filmfesztivál megnyitóján játszották.

## Cselekménye
|  | Alább a cselekmény részletei következnek! |

Gil és Inez jegyesek, akik üzleti okokból Párizsba látogatnak. Időközben kiderül, hogy a pár nem egymáshoz való: Gil író és esetleg Párizsban szeretne élni, és komoly íróvá válni, míg Ineznél ez szóba sem jöhet. Gil szeret esőben Párizsban járkálni, míg Inez egyáltalán nem. A történetben a fordulatot az hozza, amikor Gil felfedezi, hogy pontban éjfélkor Párizs egy bizonyos pontján egy autómatuzsálem áll meg mellette és észrevétlenül időutazásban vesz részt, ami visszaröpíti az általa kedvelt 1920-as évek Párizsába, ahol neves festőkkel, írókkal találkozik. Az esemény több egymás utáni éjszakán megtörténik, ezért Gil kettős életet kezd élni. Apósjelöltje magándetektívet fogad, hogy kiderítse, merre járkál éjszakánként (a magánnyomozó azonban eltűnik, mert visszakerül a reneszánsz korba).
A történet két szálon fut: az egyikben a főszereplő, Gil a magánéletben egy olyan nőhöz tervezi kötni magát, akivel a lényeges dolgokban nem értenek egyet és állandóan veszekszenek. A másik szálon Gil a számára „aranykor”-nak számító korba kerül, aminek minden percét élvezi. Ezen a helyszínen sok művész jelenik meg a filmben: Ernest Hemingway, F. Scott Fitzgerald, Gertrude Stein, Cole Porter, Pablo Picasso, Salvador Dalí, Luis Buñuel. Itt Gil megismerkedik egy lánnyal, Adrianával, aki egyre szimpatikusabb lesz neki (és aki pillanatnyilag Picasso barátja, de korábban több más művész is a szeretője volt). Amikor Andrianával együtt visszakerülnek 1890-be, ami Adriana szerint izgalmas kor (és nem is akar visszamenni 1920-ba Gillel),  Gil felismeri, hogy a nosztalgia érzése abból az igényből fakad, hogy saját korunkból (amiről azt látjuk, hogy tele van problémákkal) elkerüljünk egy másikba, de az ott élőknek az a kor épp olyan hétköznapi és unalmas, mint nekünk a sajátunk.
|  | Itt a vége a cselekmény részletezésének! |

## Szereplők
| Karakter            | Színész            | Magyar hang           |
| ------------------- | ------------------ | --------------------- |
| Gil                 | Owen Wilson        | Viczián Ottó          |
| Inez                | Rachel McAdams     | Solecki Janka         |
| Adriana             | Marion Cotillard   | Györgyi Anna          |
| Paul                | Michael Sheen      | Fesztbaum Béla        |
| Carol               | Nina Arianda       | Sági Tímea            |
| John                | Kurt Fuller        | Tarján Péter          |
| Helen               | Mimi Kennedy       | Borbás Gabi           |
| Gabrielle           | Léa Seydoux        |                       |
| Idegenvezető        | Carla Bruni        | Nemes Takách Kata     |
| Gertrude Stein      | Kathy Bates        | Molnár Piroska        |
| Zelda Fitzgerald    | Alison Pill        | Molnár Ilona          |
| F. Scott Fitzgerald | Tom Hiddleston     | Gubányi György István |
| Ernest Hemingway    | Corey Stoll        | Stohl András          |
| Salvador Dalí       | Adrien Brody       | Seder Gábor           |
| Juan Belmonte       | Daniel Lundh       |                       |
| Antikvárius         | Laurent Spielvogel |                       |
| Man Ray             | Tom Cordier        | Bardóczy Attila       |
| Luis Buñuel         | Adrien de Van      | Csőre Gábor           |
| Duluc nyomozó       | Serge Bagdassarian |                       |
| Tisserant nyomozó   | Gad Elmaleh        |                       |
| T.S. Eliot          | David Lowe         |                       |
| Orvos               | Atmen Kelif        |                       |
| Leo Stein           | Laurent Claret     |                       |
| Paul Gauguin        | Olivier Rabourdin  | Mihályi Győző         |

## Fogadtatása
Magyarországi bemutatója 2011. november 10-én volt, DVD-n 2011. december 20-án jelent meg.
A 2011. június 10-én 6 amerikai filmszínházban bemutatott film sikeres fogadtatásra talált a nézők és a kritikusok körében egyaránt. Hamarosan 1000 moziban kezdték vetíteni, és a jegyárbevétel meghaladta a Vicky Cristina Barcelona és a Match Point bevételét.
Az amerikai filmkritikusok véleményét összegző Rotten Tomatoes 93%-ra értékelte 196 vélemény alapján.
Quentin Tarantino ezt a filmet választotta 2011 legjobbjának.